# Enköping
Enköping es una localidad y la sede del municipio de Enköping, en la provincia de Uppsala, Suecia.

## Geografía
Enköping está situada cerca del lago Mälar, a unos 78 km al oeste de Estocolmo.
Un número relativamente considerable de ciudades suecas están situadas en la vecindad de Enköping. El eslogan municipal es, en referencia a este hecho, "La ciudad más cercana de Suecia". Está expresión se creó en 1965 cuando un negocio local descubrió que en un radio de 120 km se encuentran 38 ciudades suecas y 1/3 de la población de Suecia.

## Historia
Cerca de Enköping se halla uno de los enclaves de arte prehistórico de la Edad del Bronce mejor conservados de Suecia. La historia de la ciudad misma de Enköping data del siglo XII, si bien la ciudad como tal no emergió hasta aproximadamente el año 1250. Enköping se erigió en su enclave actual, en las ricas tierras cercanas al lago Mälar, llevando al surgimiento de una rica población rural. La ciudad ha sido siempre un punto principal de tránsito para el comercio, y unas comunicaciones excelentes caracterizan la ciudad todavía hoy: la línea ferroviaria Mälar (Mälarbanan) y la autopista E-18 proveen de buenos medios de comunicación con las grandes ciudades cercanas de Estocolmo y Västerås. La ciudad tiene una numerosa industria manufacturera, un hospital y es la sede del Regimiento de Uppland (Upplands Regemente, S1).

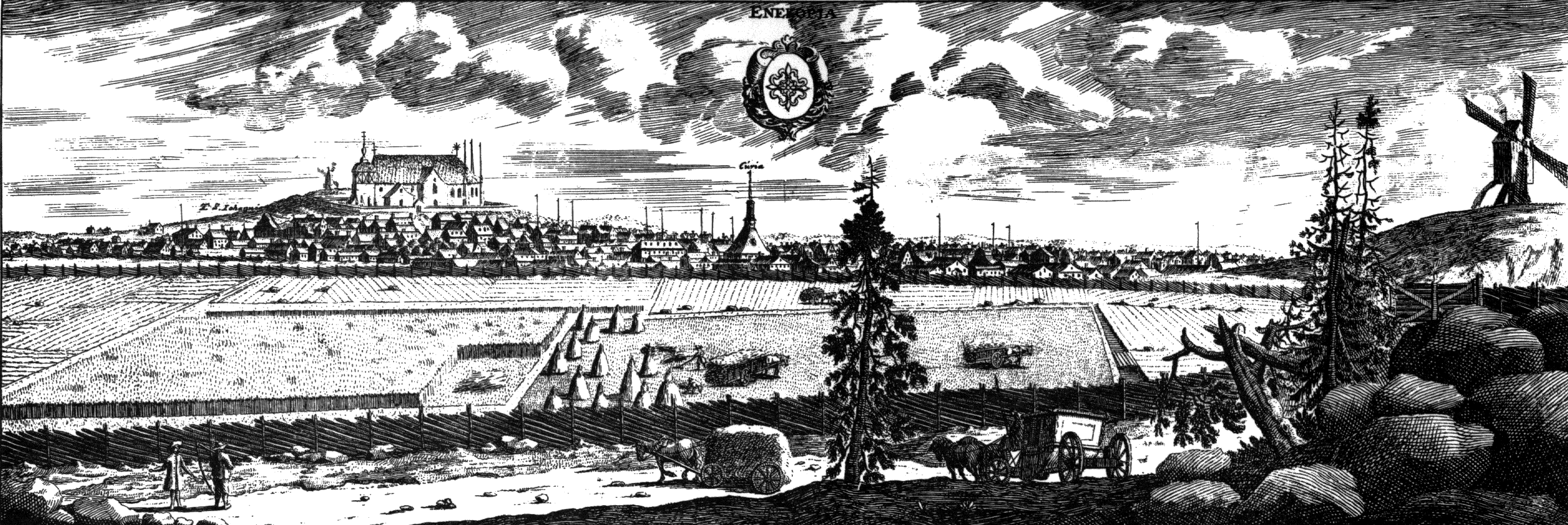
Enköping alrededor de 1700, en Suecia antiqua et hodierna.

## Ciudadanos ilustres
- Amelia Andersdotter (n. 1987), política.
- Elin Lanto (n. 1984), cantante.
- Lars (fl. 1255-1267), arzobispo de Uppsala enterrado en el monasterio local.
- Josef Jonsson (1887-1869), compositor.

## Hermanamiento
- Santa Rosa, Filipinas.

- Datos: Q21167
- Multimedia: Enköping / Q21167